# Maine Nordiques
Die Maine Nordiques waren ein US-amerikanisches Eishockeyfranchise der North American Hockey League aus Lewiston, Maine.

## Geschichte
Die Maine Nordiques wurden zur Saison 1973/74 als Franchise der erstmals ausgetragenen North American Hockey League gegründet. Die Maine Nordiques waren das Farmteam der Nordiques de Québec aus der World Hockey Association. Größter Erfolg der Mannschaft war das Erreichen des Finales der Playoffs um den Lockhart Cup in der Saison 1976/77. In diesem unterlagen sie den Syracuse Blazers in der Best-of-Seven-Serie mit einem Sweep. Im Anschluss an die Spielzeit wurde die North American Hockey League aufgelöst und auch die Maine Nordiques stellten den Spielbetrieb ein.   

## Saisonstatistik
Abkürzungen: GP = Spiele, W = Siege, L = Niederlagen, T = Unentschieden, OTL = Niederlagen nach Overtime SOL = Niederlagen nach Shootout, Pts = Punkte, GF = Erzielte Tore, GA = Gegentore, PIM = Strafminuten
| Saison  | GP | W  | L  | T | OTL | SOL | Pts | GF  | GA  | Platz    | Playoffs                       |
| 1973/74 | 74 | 45 | 26 | 3 | —   | —   | 93  | 398 | 309 | 2., NAHL | Niederlage in der ersten Runde |
| 1974/75 | 74 | 27 | 46 | 1 | —   | —   | 55  | 266 | 394 | 8., NAHL | —                              |
| 1975/76 | 74 | 18 | 55 | 1 | —   | —   | 37  | 295 | 450 | 5., East | Niederlage in der ersten Runde |
| 1976/77 | 74 | 40 | 29 | 5 | —   | —   | 85  | 311 | 284 | 2., NAHL | Niederlage im Finale           |